# Cocodrilos Sports Park
Het Cocodrilos Sports Park is een multifunctioneel stadion in Caracas, een stad in Venezuela. 
Het stadion wordt vooral gebruikt voor voetbalwedstrijden, de voetbalclub Caracas FC maakt gebruik van dit stadion. In het stadion is plaats voor 3.500 toeschouwers. Het stadion werd geopend in 2005.